# Leon Thevenin (Schiff)
Die Léon Thévenin ist ein französischer Kabelleger, spezialisiert auf das Aufspüren und Reparieren von Kabelschäden. Sie fährt seit Februar 2017 unter der Flagge von Mauritius. Das Schiff wird von der französischen Gesellschaft Orange Marine betrieben, einer Tochter des Telekommunikationsunternehmens Orange S.A. (ehemals France Télécom S.A.). Es ist in Kapstadt in Südafrika stationiert und wird von dort aus im Rahmen des internationalen Atlantic Cable Maintenance Agreements (ACMA) eingesetzt. Benannt ist das Schiff nach dem französischen Telegraphie-Ingenieur Léon Charles Thévenin (1857–1926). Schwesterschiff ist die Raymond Croze.

## Bau und technische Daten
Die Léon Thévenin wurde am 6. Februar 1981 von der Compagnie Française des Câbles Sous-Marins et de Radio bei der Société Nouvelle des Ateliers et Chantiers du Havre et de la Rochelle-La Pallice Réunis in Auftrag gegeben, als Ersatz für die am 6.–8. Januar 1981 durch Feuer zerstörte Marcel Bayard. Sie lief am 20. September 1982 in Le Havre vom Stapel und wurde 1983 in La Seyne-sur-Mer in Dienst gestellt. Das Schiff ist 107,82 m lang (Loa) und 17,8 m breit und hat einen maximalen Tiefgang von 6,25 m. Es ist mit 5887 BRZ vermessen und hat eine Tragfähigkeit von 4840 tdw.
Der Antrieb erfolgt dieselelektrisch. Die beiden Festpropeller werden von zwei Elektromotoren mit jeweils 1420 kW Leistung angetrieben. Sie ermöglichen eine Geschwindigkeit von 15 Knoten. Zum Manövrieren hat das Schiff jeweils 550 kW starke Querstrahlruder im Bug und im Heck. Die Stromerzeugung erfolgt durch drei von Viertakt-Achtzylinder-Dieselmotoren angetriebene Generatoren.
Das Tankvolumen von 1400 Kubikmetern ergibt eine Reichweite von 12.000 Seemeilen. Das Schiff kann in zwei großen und einem kleinen Laderaum eine Nutzlast von insgesamt 770 m³ bzw. 1100 Tonnen Unterseekabel aufnehmen und hat Platz für 94 Personen seemännischen und technischen Personals in 52 Einzel- und 21 Doppelkabinen.
Neben der gewöhnlichen Ausstattung von modernen Kabelschiffen ist die Léon Thévenin mit einer Vielzahl von Spezialausrüstung versehen, um damit Seekabel zu finden, Schäden aufzuspüren und diese zu beseitigen. Dazu gehört u. a. ein sogenanntes ROV (Remotely Operated Vehicle), ein über Kabel ferngesteuertes, acht Tonnen schweres Unterwasserfahrzeug genannt Hector 5. Es kann mit einer Geschwindigkeit von bis zu 2,5 Knoten in Tiefen bis zu 2000 m operieren und wird genutzt, um die Glasfaserkabel und deren Schadensstellen aufzufinden, diese an der Schadensstelle zu zerschneiden und die beiden Enden zur Wasseroberfläche zu bringen. Nach Schadensbeseitigung besorgt des ROV schließlich das Eingraben (auf bis zu 1,5 m Tiefe) und das Zudecken des wieder versenkten Kabels durch Bespülung. Daneben ist das ROV in der Lage, mit HD-Videokameras den Meeresgrund zu inspizieren und damit Kabel aufzufinden.

## Aufgaben und Einsatz

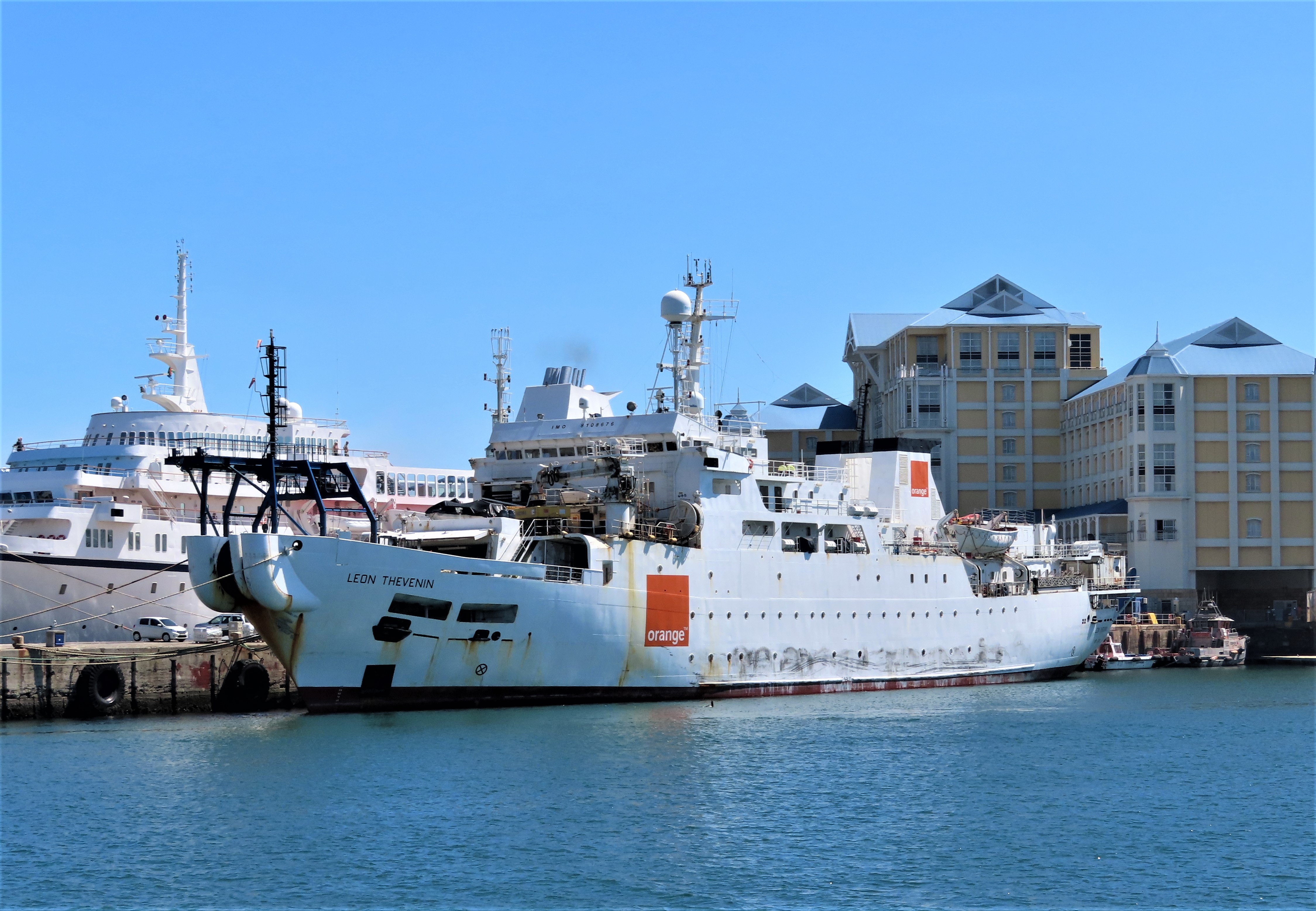
Die Léon Thévenin in Kapstadt, März 2019

Das Schiff ist so beschaffen, dass es auch in schwerem Wetter einsatzfähig ist. Sein hohes Freibord und der 8 m hohe Bug ermöglichen auch Fahrten bei sehr grober See (Seegangsskala 6). Es kann sowohl in flachem als auch in bis zu 10.000 m tiefem Wasser Kabelreparaturen ausführen. Im Rahmen des internationalen Atlantic Cable Maintenance Agreements (ACMA) arbeitet das Schiff vornehmlich im Atlantik entlang der gesamten afrikanischen Westküste zum Unterhalt von Seekabelsystemen wie SAT-3/WASC (Southern Africa – Western Africa Submarine Cable) und ACE (Africa Coast to Europe) und seit 2000, als das Seekabelsystem SAFE (South Africa - Far East) in Betrieb genommen wurde, auch im Indischen Ozean zwischen Südafrika, Réunion und Mauritius. Auch das 2010 in Betrieb genommene System EASSy (Eastern Africa Submarine Cable System) wird von der Léon Thévenin versorgt. Sie verbringt etwa 40 % ihrer Zeit auf See, den Rest (wenn nicht gerade zur Überholung in einer Werft) in Bereitschaft im Hafen.
Im Juli 1985 gewann das Schiff eine gewisse internationale Bekanntheit. Am 23. Juni 1985 war die Boeing 747 des Air-India-Flugs 182 mit 329 Personen an Bord infolge einer Bombenexplosion vor der Küste Irlands in den Atlantik gestürzt. Nachdem das mit Sonar ausgestattete britische Schiff Gardline Locater am 9. Juli 1985 die Signale des Cockpit Voice Recorders (CVR) und des Flugdatenschreibers (FDR) erfasst hatte, wurden die beiden Geräte am 9. und 10. Juli durch den von der Léon Thévenin ausgesetzten und über ein 3000 m langes Kabel gesteuerten Tauchroboter Scarab 1 aus 2040 Meter Wassertiefe gehoben und dann zur Auswertung nach Indien gesandt.